# Carnitina
La carnitina o 3-hidroxi-4-trimetilaminobutirato (conocida también como L-carnitina o levocarnitina, debido a que en estado natural es un estereoisómero L) es una amina cuaternaria sintetizada en el hígado, los riñones y el cerebro a partir de dos aminoácidos esenciales, la lisina y la metionina. En ocasiones se la ha confundido con el ácido fólico (vitamina B9). La carnitina es responsable del transporte de ácidos grasos al interior de las mitocondrias, orgánulos celulares encargados de la producción de energía. 
A pesar de que se descubrió en 1905, no fue hasta mediados de los años 50 cuando se demostró que el principal papel de la carnitina es acelerar el proceso de oxidación de ácidos grasos (y de esta manera la ulterior producción de energía). El déficit de carnitina conduce a una disminución sustancial de la producción de energía y al aumento de masa del tejido adiposo. Un exceso de carnitina produce un aumento de trimetilamina, conduciendo a patologías en el sistema circulatorio y cáncer.

## Biosíntesis

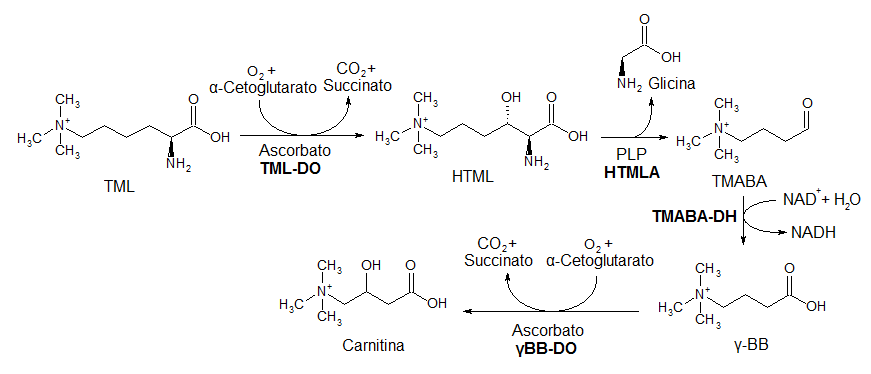
Biosíntesis de la carnitina en los mamíferos.

En los animales, la carnitina se sintetiza principalmente en el hígado y el riñón a partir de los aminoácidos lisina (a través de trimetil lisina) y metionina.
En muchas proteínas, los residuos de lisina pueden sufrir mono-, di- y trimetilación. Al hidrolizarse estas proteínas, uno de los aminoácidos obtenidos es la N6,N6,N6-trimetil lisina (TML), que se emplea como precursor de la biosíntesis de carnitina. Por acción de la enzima trimetil lisina dioxigenasa (TML-DO, EC 1.14.11.8) se hidroxila la posición 3 de la TML para formar la 3-hidroxi-N6,N6-trimetil lisina (HTML) en presencia de oxígeno diatómico como agente oxidante, α-cetoglutarato como aceptor de electrones, además de  hierro (II) y ácido ascórbico como cofactores. Esta reacción es la única que se lleva a cabo en la mitocondria, mientras que las siguientes tienen lugar en el citosol. La HTML sufre una condensación aldólica inversa para formar glicina y  N4,N4,N4-trimetilaminobutiraldehído (TMABA). En este paso se requiere la enzima hidroxitrimetil lisina aldolasa (HTMLA, EC 4.1.2."X") y fosfato de piridoxal como cofactor. El grupo aldehído se oxida a ácido carboxílico para formar la γ-butirobetaína (γBB) gracias a la enzima trimetilaminobutiraldehído deshidrogenasa (TMABA-DH, EC 1.2.1.47), que requiere NAD+ como aceptor de electrones. La γ-butirobetaína se hidroxila en la posición 3 para dar como producto final la carnitina, reacción catalizada por la enzima butirobetaína dioxigenasa (γBB-DO, EC 1.14.11.1), que requiere hierro (II), 3-oxoglutarato y ácido ascórbico como cofactores.

## Papel metabólico

Activación de un ácido graso y traslocación del acil-CoA resultante gracias a la carnitina
Rojo: acil-CoA, verde: carnitina, Rojo+verde: acilcarnitina, CoASH: coenzima A, CPTI: carnitina palmitoiltransferasa I, CPTII: carnitina palmitoiltransferasa II, 1: acil-CoA sintetasa, 2: translocasa, A: membrana mitocondrial externa, B: espacio intermembranario, C: membrana mitocondrial interna, D: matriz mitocondrial.

La carnitina ayuda a las bacterias a soportar el estrés osmótico debido a bajas temperaturas o la salinidad.
En los eucariontes, la carnitina se encarga de llevar los grupos acilo al interior de la matriz mitoncondrial por medio del siguiente mecanismo:
1. La enzima carnitina palmitoiltransferasa I (CPTI), ubicada en la membrana mitocondrial externa, escinde el coenzima A de la molécula de acil-CoA al tiempo que une la carnitina disponible en el espacio intermembranario, originando acilcarnitina; el CoA queda libre y puede salir al citosol para activar otro ácido graso.
2. A continuación, una proteína transportadora, llamada carnitina-acilcarnitina translocasa, situada en la membrana mitocondrial interna, transfiere la acilcarnitina a la matriz mitoncondrial, donde la carnitina palmitoiltrasnferasa II (CPTII) escinde la carnitina y une al ácido graso una molécula de CoA de la matriz; se regenera así el acil-CoA.
3. La carnitina se devuelve al espacio intermembranario mediante la translocasa y puede reaccionar de nuevo con otro acil-CoA, repitiéndose el ciclo.

## Formas disponibles

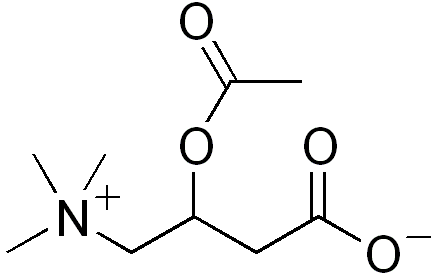
Estructura química de la acetilcarnitina.